# نوفاتو (كاليفورنيا)
نوفاتو (بالإنجليزية: Novato)‏ هي إحدى مدن مقاطعة مارين، كاليفورنيا. تم إعطاءها لقب مدينة في 20 يناير، 1960.

## توأمة
لنوفاتو (كاليفورنيا) اتفاقيات توأمة مع:
- شيبارتون

## أعلام
- جون شتاينر
- براند رودريك
- برينت مور
- جيفري فورد
- جارد غوف